# Vladimir Voronin
Vladimir Voronin, ros. Владимир Николаевич Воронин, trb. Władimir Nikołajewicz Woronin (ur. 25 maja 1941 w Corjovie w rejonie Dubosary) – mołdawski polityk, działacz komunistyczny, lider Partii Komunistów Republiki Mołdawii (PCRM), parlamentarzysta i w 2009 przewodniczący Parlamentu Republiki Mołdawii, prezydent kraju od 2001 do 2009.

## Życiorys

### Działalność w radzieckiej Mołdawii
W 1961 ukończył technikum spółdzielcze, a w 1971 instytut przemysłu spożywczego. Kształcił się następnie na Akademii Nauk Społecznych przy Komitecie Centralnym Komunistycznej Partii Związku Radzieckiego (absolwent z 1983) i na Akademii przy Ministerstwie Spraw Wewnętrznych ZSRR (ukończył naukę w 1991). Awansowany do rangi generała majora w strukturze radzieckiego resortu spraw wewnętrznych.
Pracował od 1961 w przemyśle spożywczym, kierował najpierw piekarnią w Criuleni, a w latach 1966–1971 był dyrektorem fabryki pieczywa w Dubosarach. Od 1971 był etatowym działaczem Komunistycznej Partii Mołdawii, współtworzącej KPZR. Pełnił m.in. funkcję inspektora i wicedyrektora departamentu organizacyjnego w komitecie centralnym. W 1985 został szefem sekcji w radzie ministrów Mołdawskiej SRR. Od tegoż roku do 1989 był pierwszym sekretarzem partii w Benderach. Od 1989 do 1990 pełnił funkcję ministra spraw wewnętrznych Mołdawskiej SRR. W latach 80. przez dwie kadencje zasiadał jednocześnie w Radzie Najwyższej Mołdawskiej SRR.

### Działalność w PCRM i parlamencie do 2009
W 1993 został współprzewodniczącym komitetu organizacyjnego nowo powołanej Partii Komunistów Republiki Mołdawii, a w 1994 pierwszym sekretarzem tej partii. W 1996 bez powodzenia ubiegał się o urząd prezydenta w wyborach powszechnych (otrzymał około 10% głosów w pierwszej turze głosowania). W 1998 po raz pierwszy został posłem do Parlamentu Republiki Mołdawii. Ponownie wybierany w wyborach w 2002, 2005, kwietniu 2009 oraz lipcu 2009.

### Prezydent Mołdawii

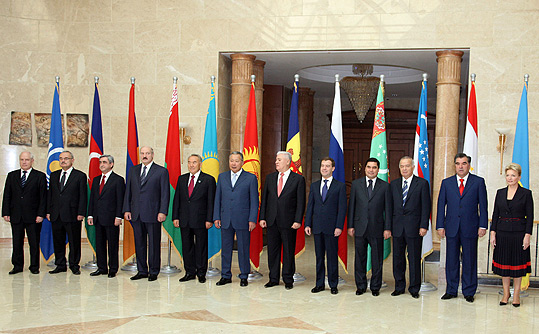
Vladimir Voronin na szczycie państw WNP (stoi siódmy z lewej)

PCRM zyskała większość konstytucyjną w wyborach z lutego 2001. Na partię masowo zagłosowali mołdawscy Rosjanie i inne mniejszości, a także osoby rozczarowane załamaniem się mołdawskiej gospodarki po upadku ZSRR. 4 kwietnia 2001 parlament wybrał Vladimira Voronina większością 71 głosów na nowego prezydenta (po rezygnacji z wyborów powszechnych). Urząd ten objął trzy dni później. Prezydent skoncentrował w swoich rękach całą władzę w kraju: stanowiska premiera i przewodniczącej parlamentu objęli wskazani przez niego, nieposiadający własnego zaplecza, Vasile Tarlev oraz Eugenia Ostapciuc. Mając o wiele większe poparcie niż inne bloki polityczne, komuniści zaczęli naruszać zasady demokracji, w szczególności ingerując w działalność mediów. Mimo to w ocenie Janusza Solaka Mołdawia pod rządami Vladimira Voronina była, na tle państw będących w podobnej sytuacji politycznej, krajem bardziej demokratycznym, niż Ukraina Łeonida Kuczmy czy Gruzja Eduarda Szewardnadzego. Natomiast według Witolda Rodkiewicza nowy prezydent budował w Mołdawii system autorytarny. Politykę zagraniczną Vladimira Voronina cechowało lawirowanie między Wschodem i Zachodem, by osiągać korzyści ze współpracy zarówno z Europą oraz USA, jak i z Rosją. W roku wyboru na prezydenta zadeklarował, że w ciągu dwóch lat zakończy konflikt o Naddniestrze. W imię budowania prozachodniego wizerunku prezydenta i uzyskiwania ze Stanów Zjednoczonych doraźnej pomocy finansowej w 2003 Mołdawia wysłała 40-osobowy kontyngent na wojnę w Iraku.
W 2003 zainicjował reformę sił zbrojnych, jednak zapisane w stosownych ustawach zapowiedzi gruntownej modernizacji armii nigdy nie zostały zrealizowane. W marcu 2005 komuniści wywalczyli 56 mandatów, poniżej 61 głosów w 101-osobowym parlamencie potrzebnych do wyboru prezydenta. Do obserwacji wyborów prezydent zaprosił przedstawicieli OBWE, Unii Europejskiej oraz Rady Europy, natomiast demonstracyjnie pominął Wspólnotę Niepodległych Państw. Reelekcję Vladimira Voronina na urząd głowy państwa umożliwił rozłam w opozycyjnym bloku BEMD i poparcie partii chadeckiej. 4 kwietnia 2005 za jego wyborem na drugą kadencję zagłosowało 75 deputowanych. Jako prezydent Mołdawii głosił eklektyczną doktrynę „prawosławnego euroleninizmu”, równocześnie twierdząc, że jego partia nawiązuje do koncepcji Włodzimierza Lenina, dąży do integracji europejskiej Mołdawii i szanuje Cerkiew. W oficjalnej retoryce i dyplomacji realizował także poglądy mołdawianistyczne – podczas rozmów z Rumunią w sprawie traktatu podstawowego między obydwoma państwami upierał się, by sporządzić dwie jego wersje językowe, rumuńską i mołdawską. Wykonywał także inne gesty, które negatywnie wpłynęły na stosunki mołdawsko-rumuńskie.
Na okres sprawowania przez niego urzędu prezydenta Mołdawii przypadło również zaostrzenie relacji z nieuznawanym międzynarodowo Naddniestrzem – w 2001 Mołdawia unieważniła używane do tej pory pieczęcie celne, z których część pozostawała w dyspozycji służb celnych Naddniestrza, i wprowadziła nowe. W tym samym roku prezydent bez powodzenia starał się wpłynąć na wynik wyborów prezydenckich w Naddniestrzu, wspierając kontrkandydatów ubiegającego się o reelekcję Igora Smirnowa. Pięć lat później również bez rezultatu starał się mediować w Moskwie w konflikcie między Naddniestrzem a Ukrainą, która przestała wpuszczać w swoje granice towary bez mołdawskich dokumentów celnych. Również w 2006 w ostatniej chwili wycofał się z podpisania tzw. memorandum Kozaka – wynegocjowanych przy udziale Rosji warunków zakończenia konfliktu o status Naddniestrza.
Vladimir Voronin wykorzystywał sprawowaną władzę polityczną do podporządkowania sobie i zastraszania mediów, a także do budowania struktur biznesowych służących bogaceniu się jego samego i jego otoczenia. Władze Mołdawii za jego prezydentury utworzyły cały system nacisków na przedsiębiorców, wykorzystując niejasne przepisy lub naginając je. Syn prezydenta Oleg przejął szereg dochodowych firm w kraju, na czele z bankiem Fincombank. Dzięki podporządkowaniu swojej partii parlamentu, opanowaniu mediów, zdobyciu kontroli nad biznesem i sądownictwem de facto zawłaszczył aparat państwowy.

### Działalność od 2009
W wyborach parlamentarnych z kwietnia 2009 PCRM otrzymała 60 mandatów. Komuniści nie byli w stanie doprowadzić do podziału w opozycji i pozyskania jednego brakującego głosu do wyboru prezydenta. Fakt, iż ogłoszone oficjalne wyniki głosowania poważnie różniły się od sondaży exit poll, sprawił, że zwolennicy opozycji doszli do przekonania, że wybory zostały sfałszowane. W Kiszyniowie doszło do protestów, a komentarze prezydenta, który zarzucił oponentom próbę zamachu stanu, tylko zaogniły sytuację. Kwietniowe zamieszki w Mołdawii przyczyniły się do pogłębienia polaryzacji sceny politycznej i spadku poparcia dla partii komunistycznej. PCRM, której brakowało jednego głosu do samodzielnego wyboru prezydenta, nie uzyskała poparcia ze strony opozycji dla swojego kandydata. 12 maja 2009 Vladimir Voronin został przewodniczącym Parlamentu Republiki Mołdawii, pozostając wobec braku następcy na urzędzie prezydenta. Przedterminowe wybory parlamentarne z lipca 2009 spowodowały utratę większości przez jego ugrupowanie.
11 września 2009 Vladimir Voronin przesłał do parlamentu swoją rezygnację z funkcji prezydenta Mołdawii. Z urzędu pełniącym obowiązki prezydenta został Mihai Ghimpu, będący od 28 sierpnia 2009 nowym przewodniczącym parlamentu. Vladimir Voronin pozostał natomiast liderem Partii Komunistów Republiki Mołdawii.
W 2010 i 2014 utrzymywał mandat poselski na kolejne kadencje. W 2019 jego ugrupowanie nie przekroczyło wyborczego progu. Vladimir Voronin ponownie został wybrany na deputowanego w wyborach w 2021, będąc liderem listy wyborczej komunistów i socjalistów.

## Odznaczenia
Odznaczony ukraińskim Orderem Księcia Jarosława Mądrego I klasy, greckim Orderem Zbawiciela, chorwackim Wielkim Orderem Króla Tomisława, bułgarskim Orderem Stara Płanina oraz nadanym przez Rosyjski Kościół Prawosławny Orderem Świętego Dymitra Dońskiego I klasy.

## Życie prywatne
Jest żonaty, ma córkę i syna.